# Sequência roteirizada
Em jogos eletrônicos, uma sequência roteirizada (do inglês "scripted sequence") é uma série pré-definida de eventos no motor de jogo que ocorrem quando ativados pela localização ou por ações do jogador.

## Função
Algumas sequências roteirizadas são usadas para reproduzir cenas curtas que o jogador tem pouco controle. No entanto, elas são comumente usadas em jogos como Half-Life ou Call of Duty para introduzir novos inimigos ou desafios ao jogador de maneira surpreendente enquanto eles ainda estão jogando. Elas também podem apresentar pontos adicionais da trama sem interromper o jogador e fazê-lo assistir a uma cena. Os resultados pretendidos desse estilo de apresentação são aumentar a imersão e manter uma experiência fluida que mantenha o interesse do jogador.
As sequências roteirizadas podem ser ativadas por diversos fatores, como um temporizador, um ponto de verificação ou o progresso do jogo. Para jogadores que fazem speedrun de jogos eletrônicos, pular essas sequências roteirizadas que, de outra forma, diminuiriam seu tempo de conclusão, requer habilidade, e ser capaz de manipular as áreas de colisão do jogo para que o jogo não acione uma sequência é necessário para conclusões rápidas.

## Exemplos
Half-Life usa sequências roteirizadas ao longo do jogo (exceto por uma curta cinemática). Andar perto de outros personagens pode desencadear sequências roteirizadas como diálogos. Essas sequências de diálogo contam a história do jogo de uma maneira diferente e às vezes estão lá apenas para fins de entretenimento.
Gears of War usa sequências roteirizadas entre seções de jogo para fornecer lembretes de objetivos e contar a história do jogo sem o uso de cinemáticas. O jogo desencadeia uma sequência roteirizada jogável assim que todos os inimigos são eliminados em uma área; essas sequências são reproduzidas enquanto o jogador se move para a próxima área.
Resident Evil 4 tem muitos exemplos de sequências roteirizadas que utilizam um quick time event para apresentar uma jogabilidade mais cheio de ação. Conforme o jogador navega pelo nível, ele deve reagir ao evento para continuar.

## Críticas
Jogos como Call of Duty já foram criticados por sua dependência nessas sequências por sua tendência a guiar o jogador pelo jogo por meio da mão invisível dos desenvolvedores, bloqueando a progressão com paredes invisíveis até que a sequência roteirizada tenha acionado uma progressão adicional.